# Выборг (линейный корабль, 1729)
«Выборг» — парусный линейный корабль Балтийского флота Российской империи, один из кораблей типа «Пётр Второй», участник Войны за польское наследство.

## Описание судна
Представитель серии парусных 54-пушечных линейных кораблей типа «Пётр Второй», строившихся с 1724 по 1768 год на верфях Архангельска и Санкт-Петербурга. Всего в рамках серии было построено девятнадцать линейных кораблей.
Длина корабля по сведениям из различных источников составляла 43,46—43,6 метра, ширина от 11,6 до 11,7 метра, а осадка от 5,1 до 5,8 метра. Вооружение судна составляли 54 орудия, включавшие восемнадцати-, восьми- и четырёхфунтовые пушки, а экипаж состоял из 440 человек.

## История службы
Линейный корабль «Выборг» был заложен на верфях Санкт-Петербургского адмиралтейства 24 октября (4 ноября) 1725 года и после спуска на воду 19 (30) октября 1729 года вошёл в состав Балтийского флота России. Строительство вёл корабельный мастер в ранге капитан-командора Ричард Броун. За постройку корабля мастеру 4 (15) декабря 1729 года была пожалована серебряная кружка весом 2 фунта 93,25 золотника.
В 1730 году во главе отряда из четырёх кораблей под общим командованием капитана 1-го ранга Карла фон Вердена выходил в плавание до Берёзовых островов, целью которого было испытание двух новопостроенных кораблей. В 1732 году в составе эскадры адмирала Томаса Гордона принимал участие в практическом плавании в Финском заливе до острова Сескар.
С июня по август 1733 года во главе отряда капитана полковничьего ранга Якова Барша, состоявшего помимо «Выборга» из линейного корабля «Рига» и двух фрегатов, выходил в плавание из Кронштадта к норвежским берегам и Копенгагену «для экзерциции в науке и практике». С 19 (30) июля по 11 (22) августа отряд находился в крейсерском плавание в проливе Скагеррак, в районе мыса Дернеус отряд разлучился: фрегаты ушли в Архангельск, а линейные корабли вернулись в Кронштадт.
В 1734 году во время Войны за польское наследство принимал участие в боевых действиях под Данцигом. 15 (26) мая в составе эскадры адмирала Томаса Гордона вышел из Кронштадта в направлении Пиллау и Данцига и по прибытии к Данцигу 27 мая (7 июня) принял участие в осаде крепости Вейксельмюнде с моря. 1 (12) июня корабль принимал участие в прикрытии высадки российских войск и выгрузки осадной артиллерии, после чего в июне находился в крейсерском плавании, обеспечивая морскую блокаду Данцига. 2 (13) июля года вместе с другими судами эскадры вернулся в Кронштадт.
С мая по август следующего 1735 года корабль использовался для перевозки провианта из Риги в Кронштадт. В 1736 году в составе кронштадтской практической эскадры под командованием контр-адмирала Христофора Обриена принимал участие в плавании в Финском заливе между Красной Горкой и Стирсудденом, а в 1738 году в составе той же эскадры в практическом плавании у Красной Горки. В течение плаваний обоих лет на корабле периодически держал свой флаг командующий эскадрой.
Корабль «Выборг» был разобран после 1739 года.

## Командиры корабля
Командирами линейного корабля «Выборг» в разное время служили:
- капитан 1-го ранга К. П. фон Верден (1730 год)[12];
- капитан 2-го ранга В. Ф. Люис (1732 год) [13];
- капитан полковничьего ранга Я. С. Барш (1733 год)[14];
- капитан полковничьего ранга Д. Кеннеди (1734—1735 годы и в 1738 году)[10];
- капитан полковничьего ранга П. Беземакер (1734 и 1736 годы)[15].

### Комментарии
1. ↑  Также в серию входили линейные корабли «Пётр Второй» (головной корабль проекта), «Новая Надежда», «Северная Звезда», «Азов», «Астрахань», «Святой Андрей», «Кронштадт», «Святой Пантелеймон», «Святой Исаакий», «Святой Николай», «Шлиссельбург», «Азия», два корабля «Нептунус» 1736 и 1758 годов постройки, два корабля «Город Архангельск» 1735 и 1761 годов постройки и два корабля «Варахаил» 1749 и 1752 годов постройки.
2. ↑  От 142 футов 6 дюймов до 143 футов.
3. ↑  38 футов.
4. ↑  16 футов 6—7 дюймов.